# Gurye-eup
Gurye-eup (koreanska: 구례읍) är en köping i kommunen Gurye-gun i provinsen Södra Jeolla i den södra delen av Sydkorea, 270 km söder om huvudstaden Seoul. Det är den administrativa huvudorten i kommunen.